# Flyglobespan
A  Flyglobespan  foi uma companhia aérea do Reino Unido, com base em Edimburgo na Escócia.
Cessou operações no dia 17 de Dezembro de 2009. Milhares de passageiros ficaram sem meio directo de retornar à sua origem.